# Jomar
Jomar war eine US-amerikanische Automobilmarke, die von 1954 bis 1959 von Saidel Sports Racing Cars, einer Abteilung der Merimack Street Garage, Inc. in Manchester (New Hampshire), gebaut wurde.
Gebaut wurden zweisitzige Sportwagen, die den britischen TVR sehr ähnlich sahen. Es gab drei Ausführungen: Standard, GT und Climax. Die ersten beiden Modelle hatten den Motor des Ford Anglia, einen seitengesteuerten Vierzylinder-Reihenmotor mit 1172 cm³ Hubraum und 36 bhp (26,5 kW) Leistung bei 4500 min−1. Die Leistung des GT war etwas höher. Der Climax hatte einen obengesteuerten Vierzylinder-Reihenmotor von Coventry Climax mit 1147 cm³ Hubraum und 85 bhp (62,5 kW) Leistung bei 7000 min−1.
Die Verkaufspreise lagen für den Standard bei US$ 2995,–, für den GT bei US$ 3495,– und für den Climax bei US$ 4195,–.